# Miribilla

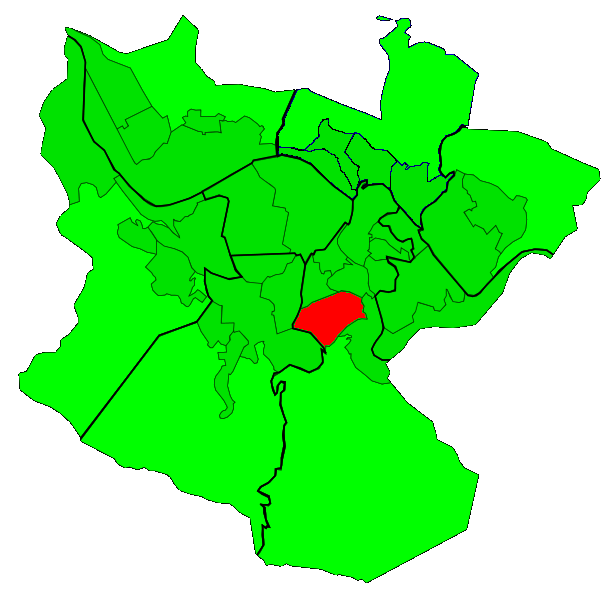
Ubicació de Miribilla

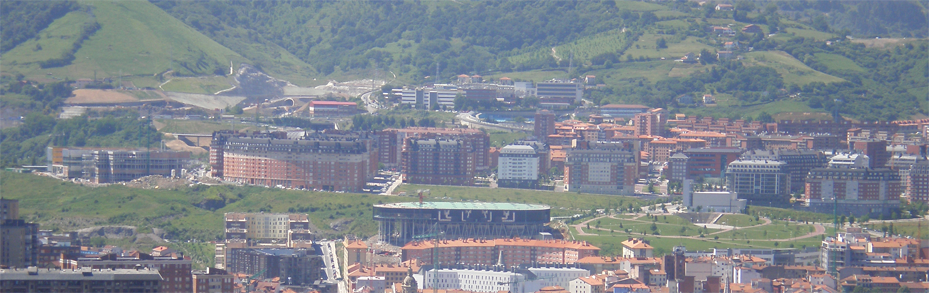
Panoràmica del barri de Miribilla.

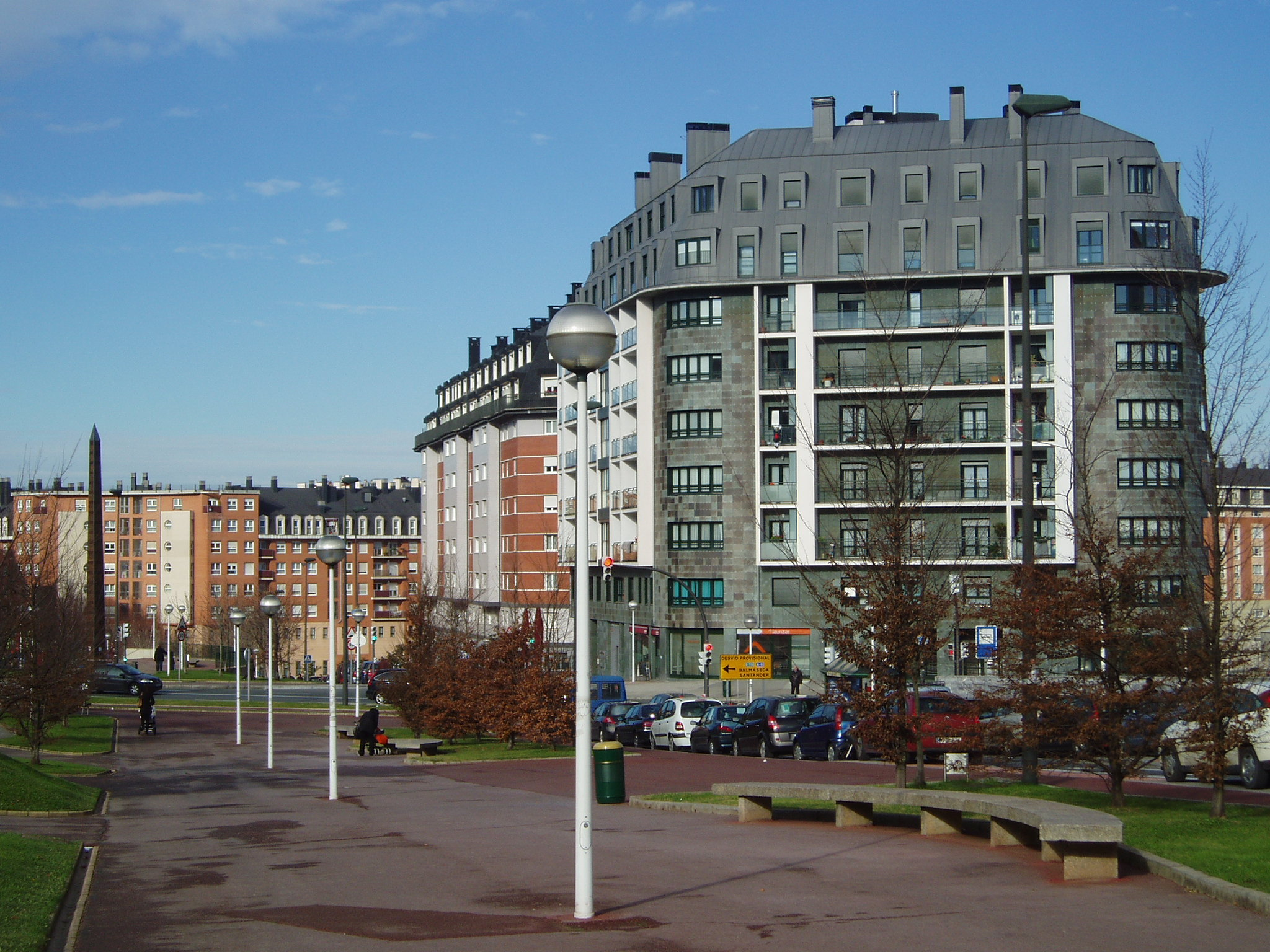
Passeig dels Jardins de Gernika.

Miribilla és un barri del districte bilbaí d'Ibaiondo. Té una superfície de 0,82 kilòmetres quadrats i una població de 10.000 habitants (2008). Limita al nord amb el barri de San Frantzisko (carrers Bombero David Zalbide, Doctor Espinosa Oribe i el parc Emiliano Arriaga), a l'oest amb Zabala, al sud amb San Adrian i a l'est amb Bilbo Zaharra.

## Toponímia
Miribilla prové de Miravilla, que era el nom que rebia el turó on s'aixeca actualment el barri i que encara es pot trobar en la cartografia i algunes guies de muntanya.

## Història
El barri es troba sobre un antic jaciment de ferro, en l'extracció del qual treballaven les ja desaparegudes mines d'Abandonada, Malaespera i San Luis. En 1998 van començar les primeres obres d'urbanització, iniciant la construcció d'habitatges en 2000, la finalització dels quals va començar a partir de 2003. Encara avui queden algunes parcel·les per urbanitzar i alguns blocs de cases en construcció.
El projecte original comprenia la urbanització de 440000 metres quadrats, amb la construcció de 2977 habitatges, de les quals prop de dos terços són de protecció oficial.
Una disseny urbanístic curat amb prop de 28 quilòmetres de passejos, un gran parc, zones per als vianants i espais oberts, unit a la proximitat respecte al centre de la vila (de 15 a 25 minuts a peu), ha convertit Miribilla en un dels barris amb millor qualitat de vida i més cotitzats de Bilbao.

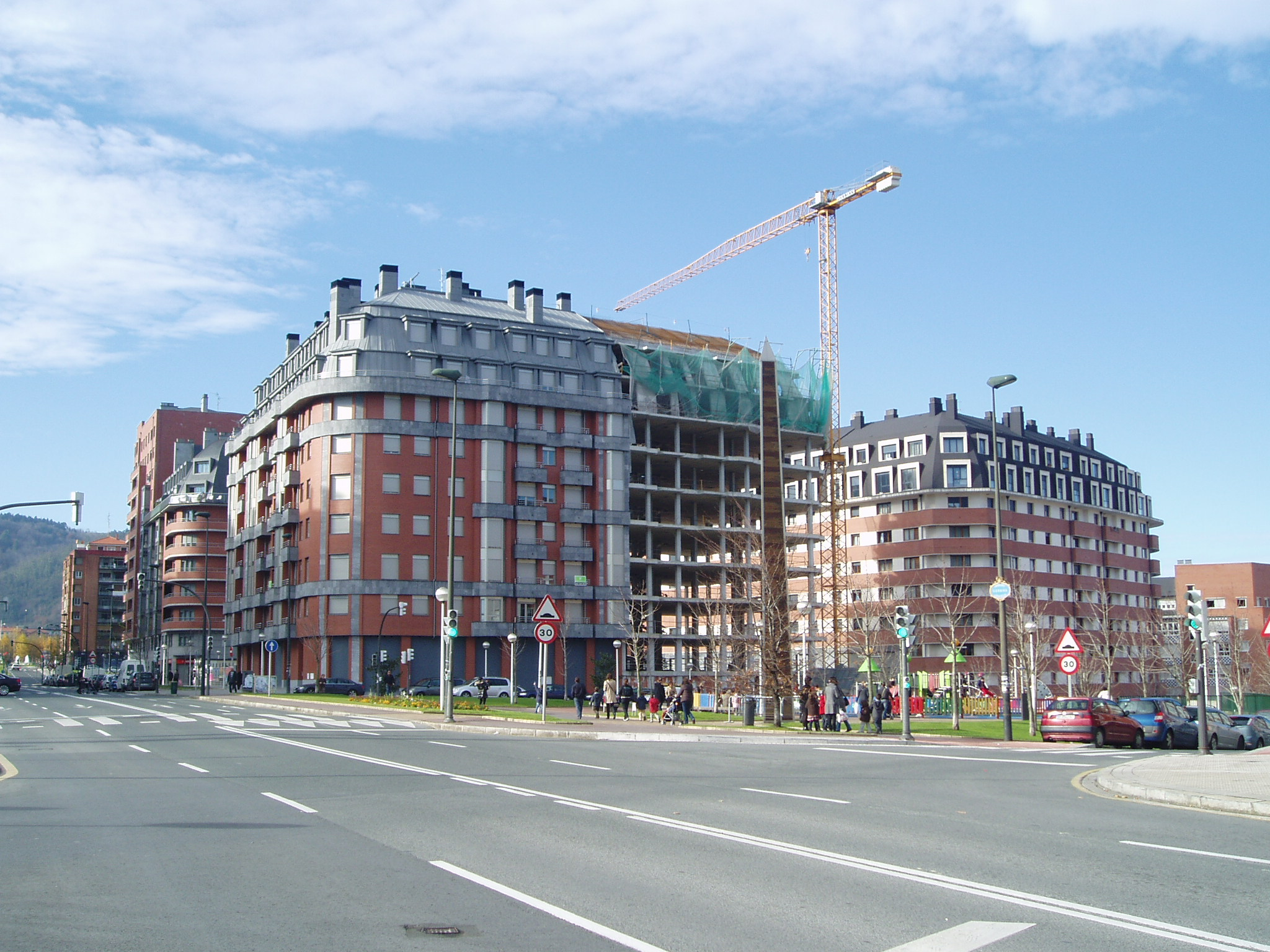
L'Avinguda Askatasuna.
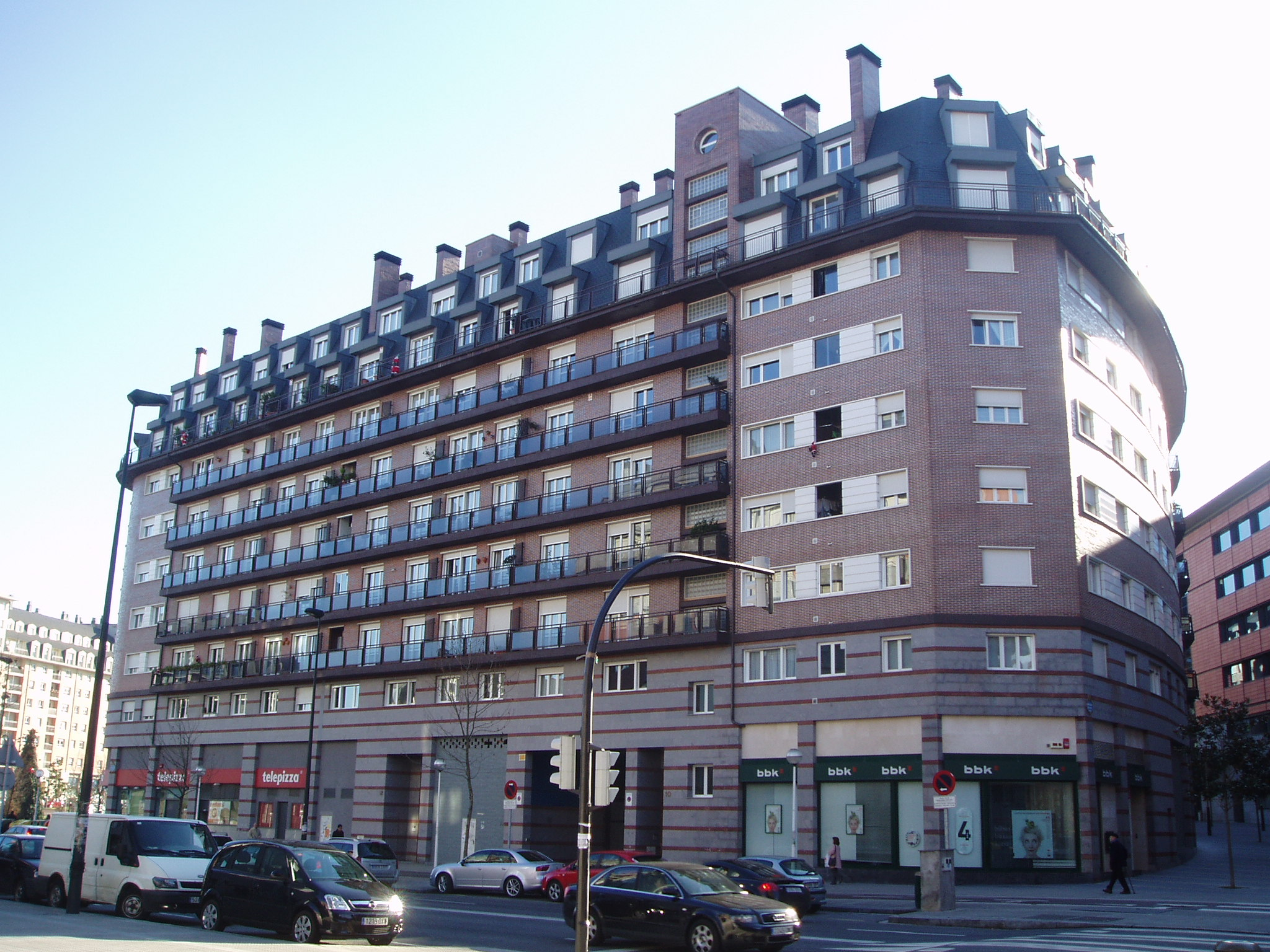
Edifici en l'Avinguda Askatasuna.
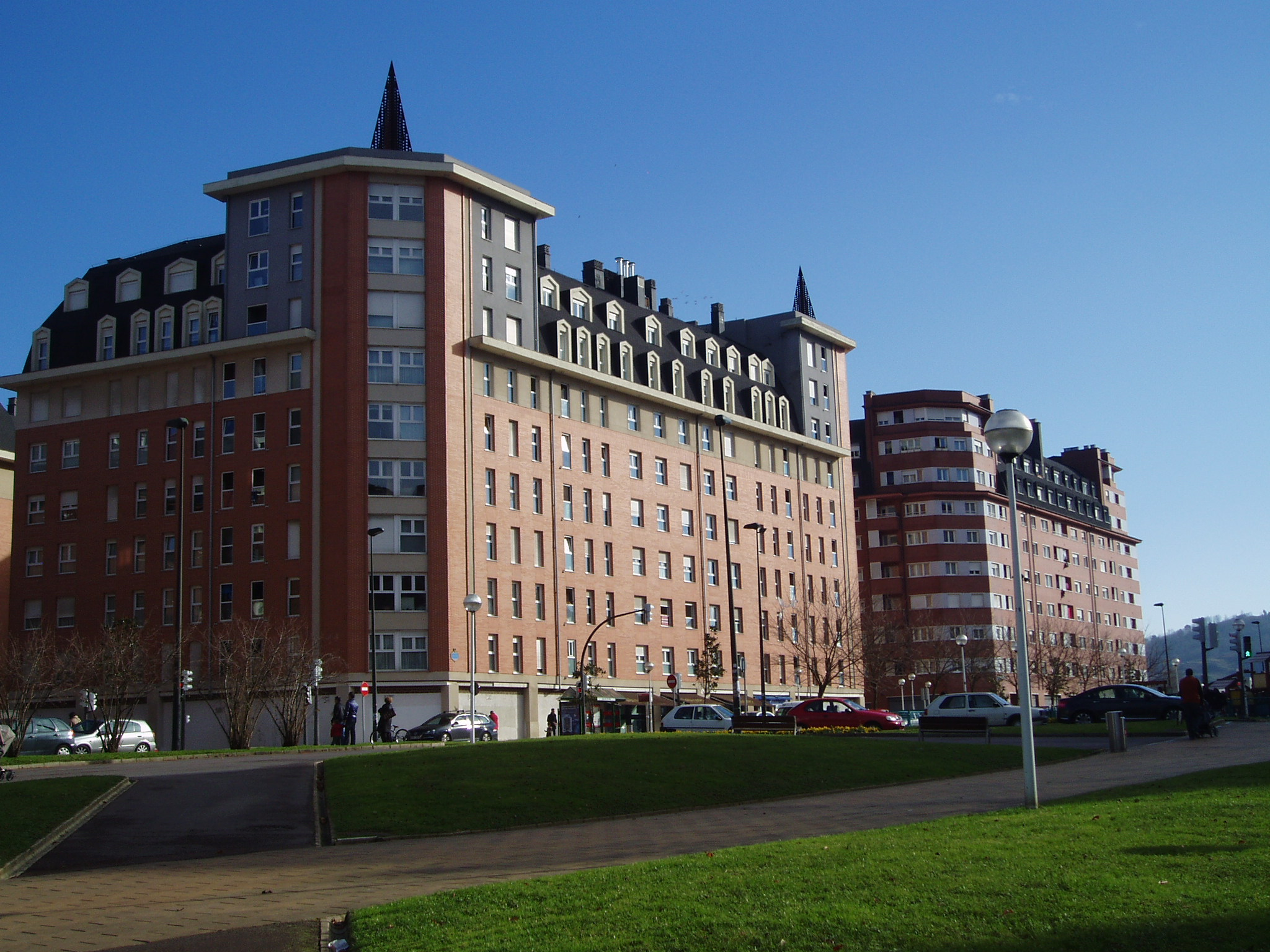
Alguns dels abundants blocs de Viviendes de Protecció Oficial.
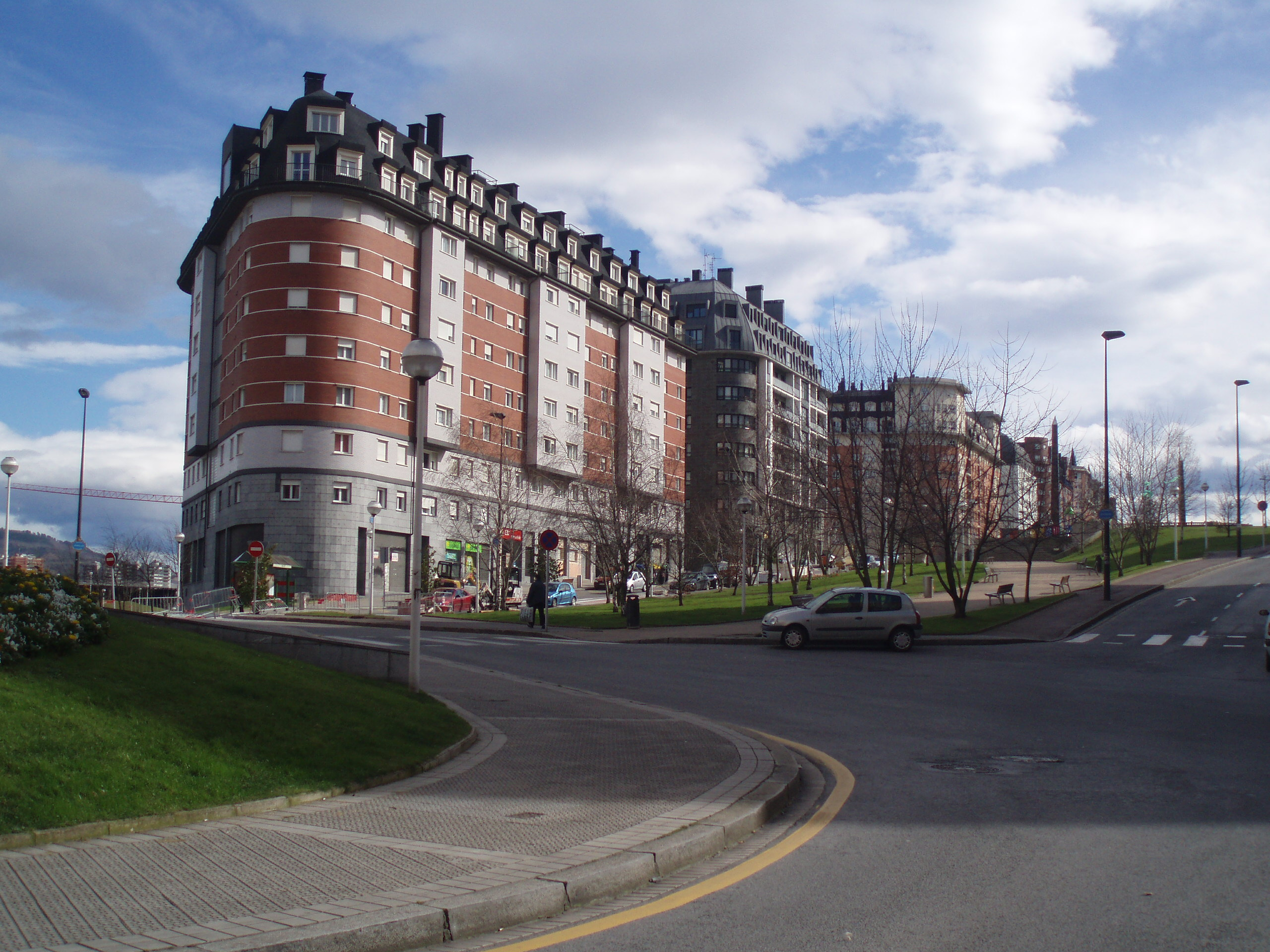
Vista parcial dels Jardins de Gernika.

## Transports
Des de desembre de 2008 compta amb una estació de Rodalies en la línia C3 del nucli de Bilbao. L'estació de tren se situa enfront de la plaça del centre comercial a una cota de 40 metres sobre l'eixample bilbaí. Aquesta característica, aprofitant el túnel ferroviari que travessa el subsòl del barri, ha obligat a construir una estació de tren a 50 metres de profunditat, la més profunda de la xarxa d'ADIF. L'accés a l'estació es realitza mitjançant sis ascensors panoràmics amb capacitat per 21 persones cadascun. Endemés, té a una curta distància del barri l'estació terminal d'Euskotren a Bilbao que uneix per tren Bilbao amb Bermeo, Guernica, Durango, Eibar, Zarautz i Sant Sebastià.

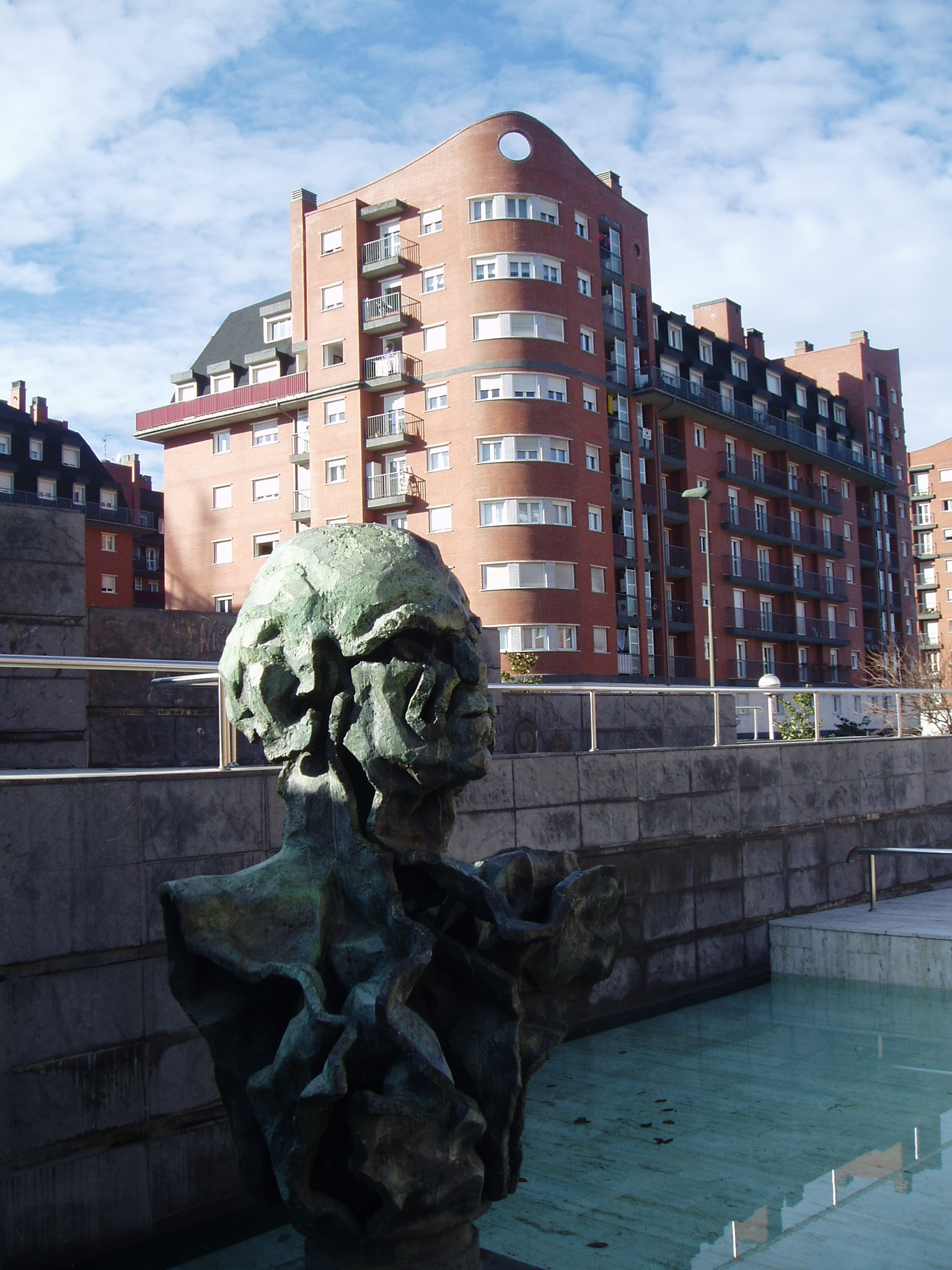
Monument a José María Makua.

### Línies d'autobús
| Línia | Recorregut                            | Freqüència (minuts) |
| ----- | ------------------------------------- | ------------------- |
| 30    | Txurdinaga - Miribilla                | 15´                 |
| 57    | Miribilla - Ospitalea                 | 60´                 |
| 71    | Miribilla - San Ignazio               | 20´                 |
| 75    | San Adrian - Atxuri                   | 15´                 |
| G5    | San Adrian/Miribilla - Plaza Biribila | 30´                 |

### Metro
Tot i que al barri encar no hi ha estació de metro, hi ha una proposta per a construir una línia de ferrocarril subterrani fins al barri d'Errekalde. Aquesta línia (Línia 4) comptaria amb una estació al barri veí d'Iralabarri, una de les boques de la qual, situada en el complex d'habitatges de Torre Urizar, quedaria a les portes del barri de Miribilla.

## Veïns il·lustres
- Patxi López, lehendakari.